# Нойберг (род)
Вижте пояснителната страница за други значения на Нойберг.
Нойберг (на немски: Neuberg) е фогтайски благороднически род от Майсен и Бохемия.
Името им идва от замък Нойберг, днес Подхради у Аше в Чехия. Фамилията е спомената в документ за пръв път през 1288 г.